# ارنستو کریستالدو
ارنستو کریستالدو (اسپانیایی: Ernesto Cristaldo‎؛ زادهٔ ۱۶ مارس ۱۹۸۴) بازیکن فوتبال اهل پاراگوئه بود.
از باشگاه‌هایی که در آن بازی کرده‌است می‌توان به باشگاه فوتبال نیولز اولد بویز اشاره کرد.
وی همچنین در تیم‌های ملی فوتبال زیر ۲۰ سال پاراگوئه، زیر ۲۳ سال پاراگوئه و پاراگوئه بازی کرده‌است.